# Triepeolus laticeps
Triepeolus laticeps là một loài Hymenoptera trong họ Apidae. Loài này được Friese mô tả khoa học năm 1917.